# Aeroportul Municipal Kerrville
Aeroportul Municipal Kerrville (IATA: ERV, ICAO: KERV, FAA LID: ERV) este un aeroport din Texas, Statele Unite ale Americii ce deservește zona Kerrville⁠(d). Aeroportul a fost tranzitat în 2019 de 112 pasageri. A fost numit după zona deservită.
Situat la o altitudine de 493 m, aeroportul dispune de 2 piste.

## Infrastructură

### Piste
Aeroportul dispune de 2 piste. Pista 03/21 are suprafața de asfalt și dimensiunile 3.597 picioare × 58 picioare. Pista 12/30 are suprafața de asfalt și dimensiunile 6.004 picioare × 100 picioare. 